# パーク・アベニュー (マンハッタン)
パーク・アベニュー（Park Avenue）は、アメリカ合衆国ニューヨーク州ニューヨーク市マンハッタン区を南北に縦断する幅員43mの大通りである。かつては4番街（4ばんがい、英: Fourth Avenue）と呼ばれていた。アッパー・イースト・サイドのほとんどの区間で西側にマディソン・アベニュー、東側にレキシントン・アベニューが並走している。
中央分離帯に植えられている花や緑樹は「パーク・アベニュー基金」によって維持・管理されている。特にベゴニアは自動散水システムの無い中央分離帯において夏の暑さと日照に耐えられる花として、基金の庭師が選んだ花である。

## ルート
パーク・アベニューにつながる通りはバワリーからはじまる。8丁目のクーパー・スクエアから14丁目のユニオンスクエアまでは「4番街」と呼ばれる。これは、道幅70フート (21 m)の北行きの一方通行である。14丁目以南の南行きの道路はブロードウェイへ合流する。14丁目から北では少し東寄りに曲がって1811年委員会計画で整備された他のアベニューと平行になる。14丁目と15丁目の間の区間では南行きと北行きの車線が分岐している。14丁目から17丁目の間はユニオンスクエアの東側の境界を成しており、ユニオン・スクエア・イーストとも呼ばれる。17丁目から32丁目の間は「パーク・アベニュー・サウス」と呼ばれ、32丁目から北の残りの部分が「パーク・アベニュー」である。この区間は道幅140フート (43 m)である。14丁目以北では南北両方向通行となっている。
33丁目と40丁目の間の北行き右側1車線はパーク・アベニュー・トンネル（Park Avenue Tunnel）と呼ばれる地下を通る。40丁目を過ぎた直後に中央車線は坂道を上り42丁目でグランドセントラル駅とぶつかったところで南行きと北行きの車線が左右に分かれ、グランドセントラル駅とメットライフ・ビルの左右をパーク街高架道（Park Avenue Viaduct）で迂回した後ヘルムズリー・ビルの中を坂道で抜け46丁目で地上に下りて両方向の車線が合流する。
パーク・アベニューがグランドセントラル駅を過ぎるとJPモルガン・チェース、UBS、シティグループ、コルゲート・パーモリーブ、メットライフなど世界的大企業の本社やアメリカ本部が立ち並び、周辺は世界最大の経済規模を持つオフィス街となっている。
8丁目付近からグランドセントラル駅までの間の通りの地下にはニューヨーク市地下鉄IRTレキシントン・アベニュー線（IRT Lexington Avenue Line）が通っているが、この線はグランドセントラル駅でパーク・アベニューを離れ、レキシントン・アベニューの地下へ移る。
グランドセントラル駅から北の通りの地下にはメトロノース鉄道のグランドセントラル駅を発着する列車が走るパーク・アベニュー・トンネル（Park Avenue Tunnel）がある。その線路は97丁目で地上に出て高架線へ上る。この高架線を最初にくぐるのは102丁目で、高架線はハーレム川まで続いている。
メトロノース鉄道のトンネルの更に下、グランドセントラル駅から59丁目付近までの区間では新しい鉄道トンネルの工事が進んでいる（2015年現在）。これはロングアイランド鉄道の列車のグランドセントラル駅乗り入れを目的としたイースト・サイド・アクセスの一環で、このトンネルは59丁目から東に向きを変え、2番街ですでに完成している63丁目トンネル（63rd Street Tunnel）につながる。
パーク・アベニューは132丁目で終わりハーレム・リバー・ドライブ（Harlem River Drive）に合流するが、対岸のブロンクスにもこの道路の延長上に「パーク・アベニュー」の名前の付いた道路がありフォーダム（Fordham）まで続いている。

## 歴史

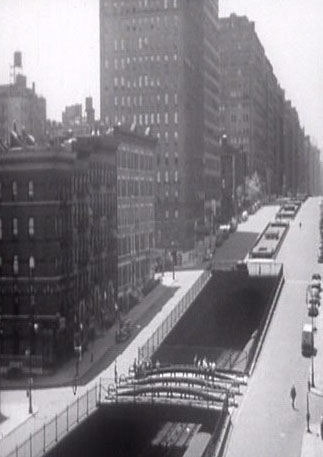
1941年当時の鉄道トンネル

パーク街はもともと4番街（英: Fourth Avenue（））という名で知られており、1830年代からは道路の中央にニューヨーク・ハーレム鉄道（New York and Harlem Railroad）の軌道が敷設されている。建設当初の鉄道敷はマーリー・ヒルまでオープンカットによる半地下式であったが、1850年代に34丁目から40丁目までが金網と緑地で覆われ、完全な地下式となった。この完全地下化によってできた「公園」の区間が1860年にパーク・アベニューと改称され、1867年には42丁目にまでの全区間に新名称が適用された。その先は1870年代にグランド・セントラル・デポ（Grand Central Depot）が56丁目から96丁目までが完全地下式で開業し、1888年にはハーレム川に至るまでの全線がパーク・アベニューに改名されている。

## 建築
- 432 パーク・アベニュー - 56-57丁目
- リーバ・ハウス - 53-54丁目
- シーグラム・ビルディング - 52-53丁目
- ウォルドルフ＝アストリア - 49-50丁目
- ヘルムズリー・ビル - 45-46丁目
- メットライフ・ビル - 44-45丁目
- グランドセントラル駅 - 42-44丁目

## ギャラリー

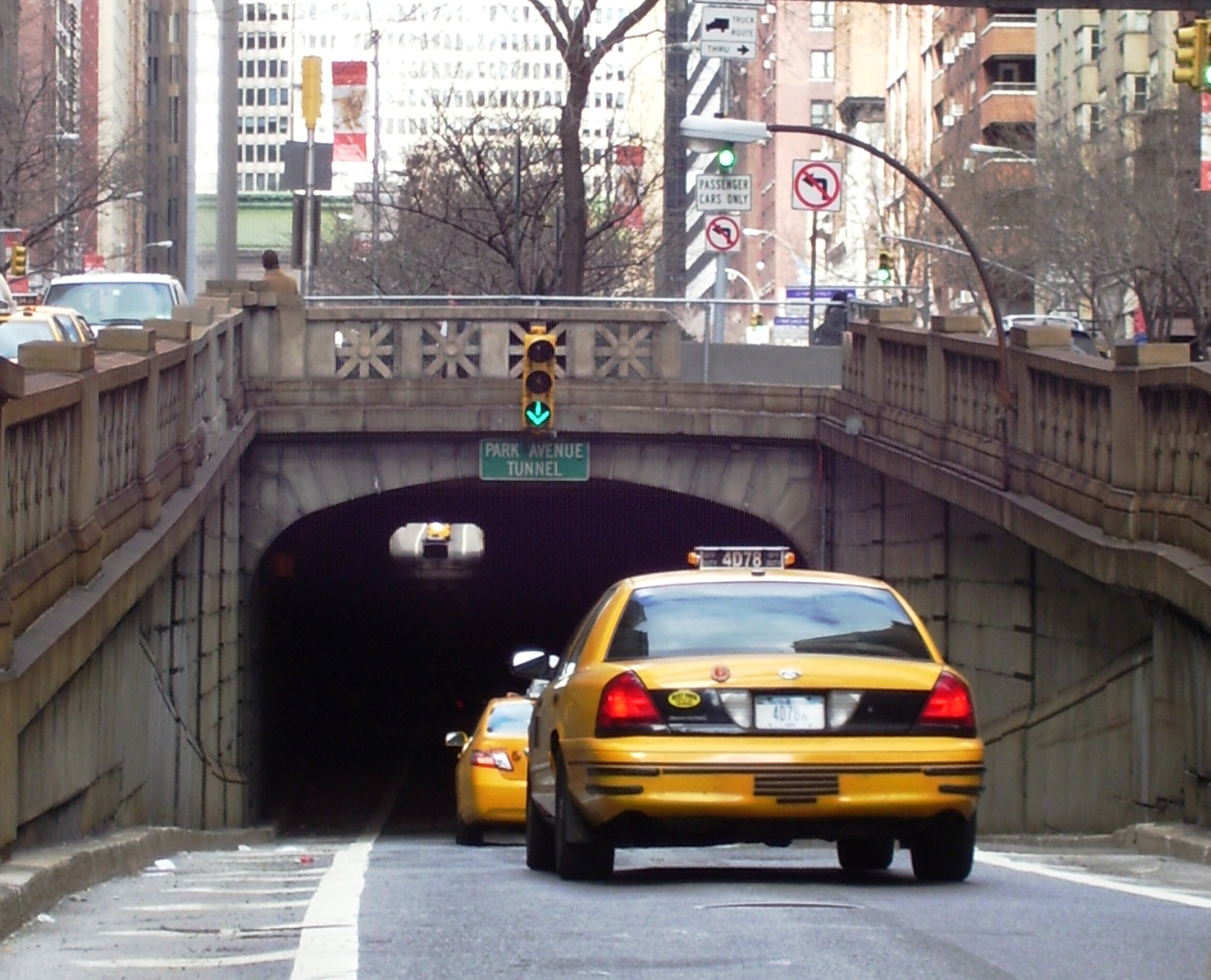
パーク・アベニュー・トンネル
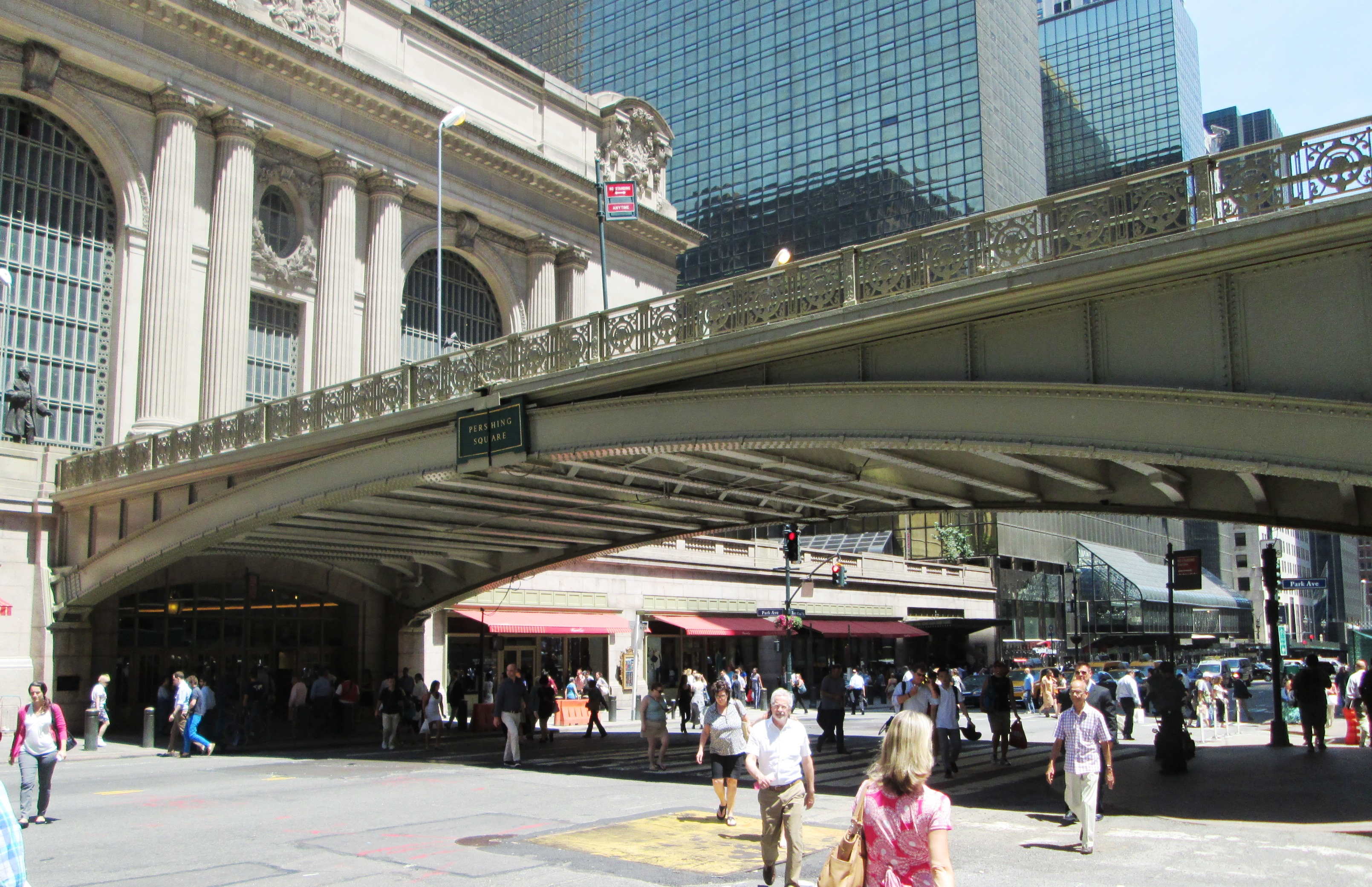
42丁目を越える高架道
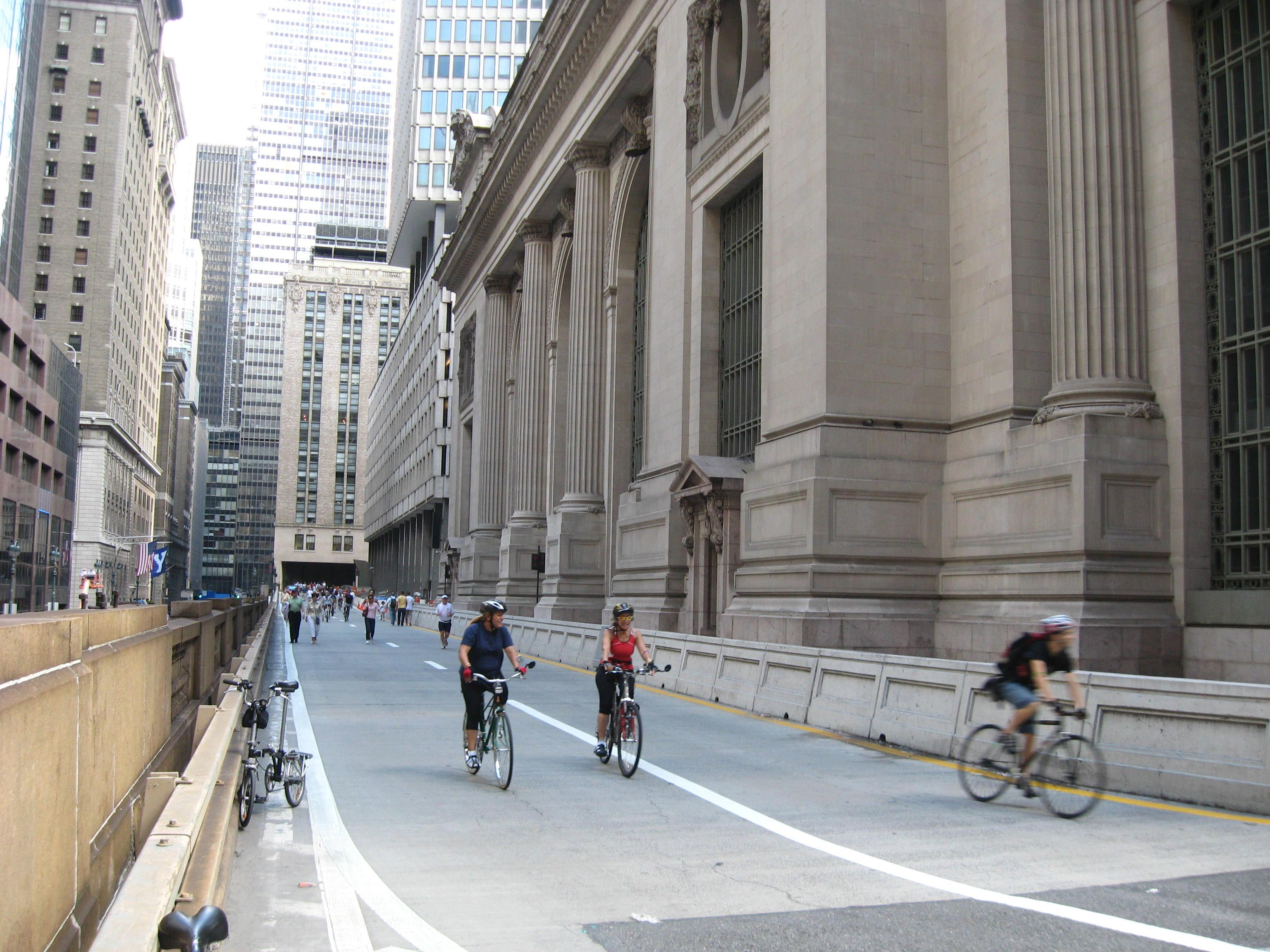
グランドセントラル駅を迂回する高架道
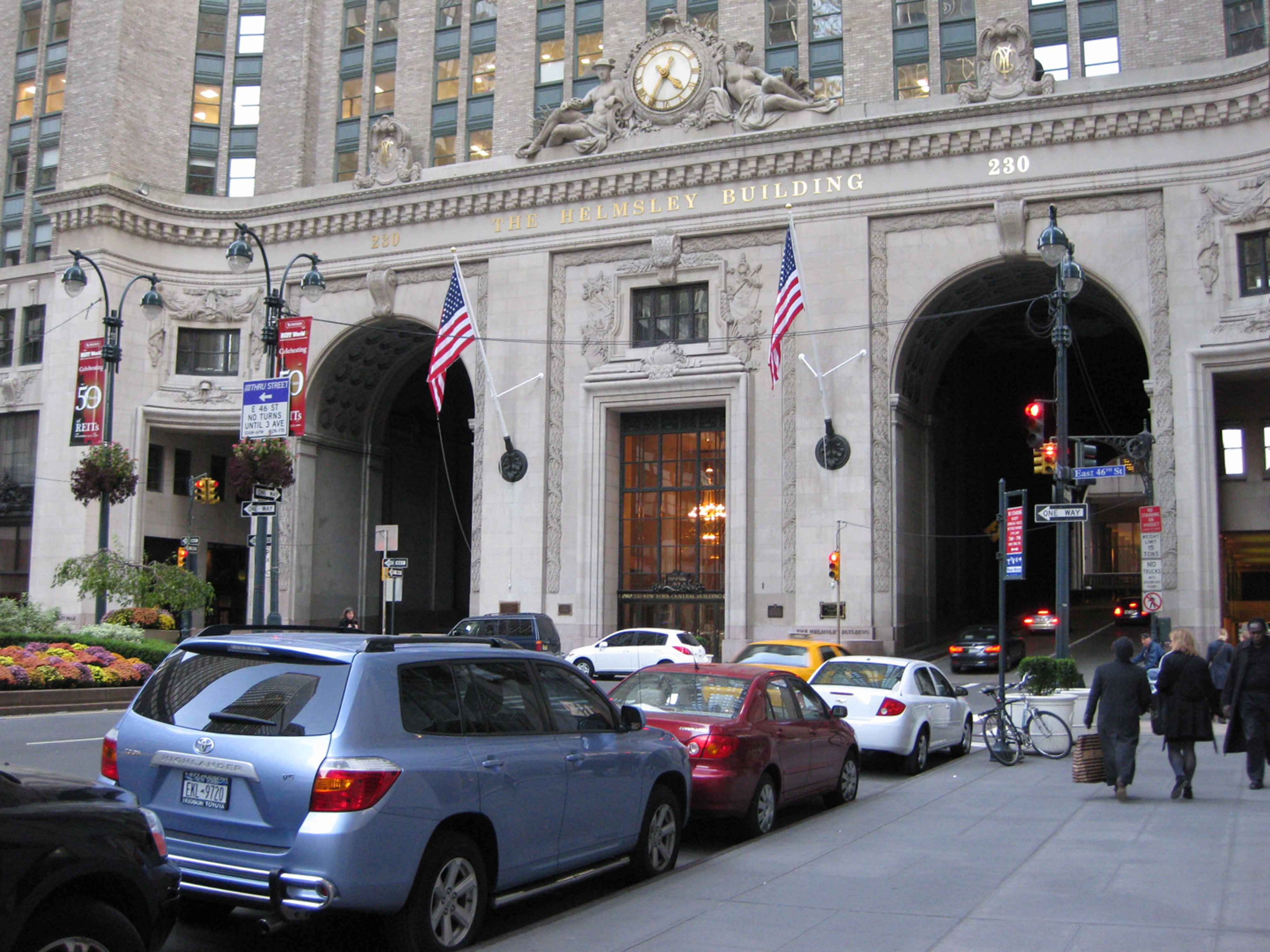
ヘルムズリー・ビルの46丁目側出口
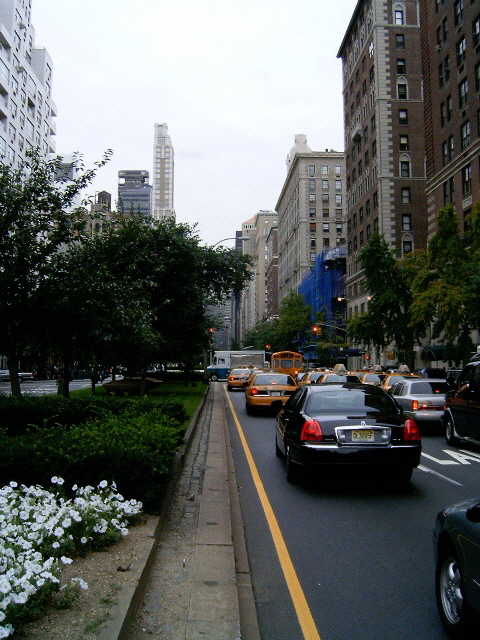
アッパー・イースト・サイドのパーク街
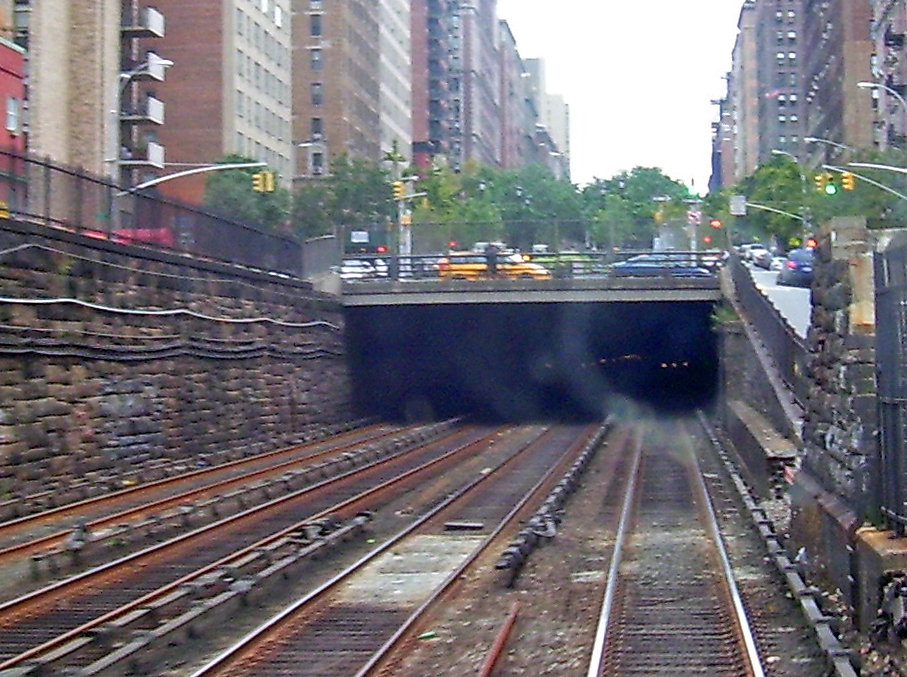
メトロノース鉄道のパーク・アベニュー・トンネル